# Ion Chicu
Ion Chicu (28 de fevereiro de 1972) é um político moldavo , que foi Primeiro-Ministro da Moldávia entre 14 de novembro de 2019 e 31 de dezembro de 2020.